# Frédéric Berger
Frédéric Berger (* 27. August 1964) ist ein ehemaliger französischer Skispringer.

## Werdegang
Berger startete am 30. Dezember 1983 im Rahmen des Auftaktspringens zur Vierschanzentournee 1983/84 in Oberstdorf im Skisprung-Weltcup. In den ersten zwei Jahren im Weltcup startete er ausschließlich bei der Vierschanzentournee. Bei der Nordischen Skiweltmeisterschaft 1985 in Seefeld in Tirol erreichte Berger auf der Normalschanze den 58. und auf der Großschanze den 41. Platz. In seinem ersten Weltcup-Springen nach der Weltmeisterschaft erreichte er am 22. Dezember 1985 in Chamonix mit dem 3. Platz seinen ersten und einzigen Podiumsplatz seiner Karriere. Zudem konnte er mit diesen 3. Platz seine ersten Weltcup-Punkte gewinnen. Am Ende belegte er den 40. Platz in der Weltcup-Gesamtwertung. Die folgenden zwei Saisons erreichte Berger nur noch Platzierungen im Mittelfeld. Bei der Nordischen Skiweltmeisterschaft 1987 in Oberstdorf erreichte er auf der Normal- wie auch auf der Großschanze den 39. Platz. nach der Weltmeisterschaft konnte er in Lahti mit einem 8. und einem 11. Platz noch einmal Weltcup-Punkte gewinnen.
Seine aktive Skisprungkarriere beendete Berger mit dem Start bei den Olympischen Winterspielen 1988 in Calgary. Dabei erreichte er von der Normalschanze den 49. Platz.